# 강기윤
강기윤(姜起潤, 1960년 6월 4일~)은 대한민국의 정치인으로, 제19·21대 국회의원이다. 일진금속공업 대표이사, 제7·8대 경상남도의원을 역임하였다.

## 학력
- 창원상남국민학교 졸업
- 창원남중학교 졸업
- 마산공업고등학교 졸업
- 창원대학교 행정학과 졸업
- 중앙대학교 대학원 행정학 석사 졸업
- 창원대학교 대학원 행정학 박사 졸업

## 경력
- 한나라당 전국위원
- 창원시생활체육협의회 이사
- 창원시테니스협회 부회장
- 창원시 지체장애인 후원회 회원
- 한국청년지도자연합회 창원시지회 운영자문위원
- 경상남도사격연맹 이사
- 경남21환경교육연합회 자문위원회 위원
- 경상남도 도시계획위원회 위원
- 경상남도 청소년종합지원본부 이사
- 한국청년지도자연합회 경상남도지부 회장
- 한국청년지도자연합회 중앙회 부회장
- 희망코리아 경상남도 중부권 회장
- 6.3 동지회 경상남도지부 부지부장
- 영남지역발전연구원 수석연구위원
- 일진금속 대표이사
- 금오엔지니어링 CEO
- 동아대학교 행정학과 겸임교수
- 2002년 6월 13일: 제3회 전국동시지방선거 당선(민선 3기, 경남 창원시 제4선거구, 한나라당, 초선)
- 2006년 5월 31일: 제4회 전국동시지방선거 당선(민선 4기, 경남 창원시 제4선거구, 한나라당, 재선)
- 2002. 7.~2007. 12. 제7·8대 경상남도의회 의원(민선 3·4기, 경남 창원시 제4선거구, 한나라당, 재선)
  - 제7대 경상남도의회 기획행정위원회 위원장
  - 경상남도의회 한나라당 원내대표
  - 제8대 경상남도의회 건설소방위원회 위원
- 한나라당 경상남도 지부 창원시 을 지구당 부위원장
- 한나라당 경상남도당 공천심사위원회 위원
- 한나라당 원외당원협의회 초대감사
- 한나라당 중앙교육원 부위원장
- 2008~2012: 한나라당 경상남도당 창원시 을 당원협의회 위원장
- 2012.02~2012.05: 새누리당 경상남도당 창원시 을 당원협의회 위원장
- 2012년 4월 11일: 대한민국 제19대 국회의원 선거 당선(경남 창원시 성산구, 새누리당, 초선)
- 2014.05~2015.02: 새누리당 원내부대표
- 2015.03: 새누리당 경상남도당 위원장
- 2017. 2.~2018. 2. 자유한국당 경상남도당 창원시 성산구 당원협의회 위원장
- 자유한국당 경상남도당 민생특별위원
- 자유한국당 경상남도당 민생위생원회 위원장
- 2018. 1.~ 대한민국팔각회 경남지구 총재
- 2018. 11. 자유한국당 경상남도당 민생정책개발위원장
- 2018. 12.~2020. 2. 자유한국당 경상남도당 창원시 성산구 당원협의회 위원장
- 2020. 2. 미래통합당 경상남도당 창원시 성산구 당원협의회 위원장
- 2020년 4월 15일: 대한민국 제21대 국회의원 선거 당선(경남 창원시 성산구, 미래통합당, 재선)
- 2020. 7.~2020. 9. 미래통합당 소상공인 살리기 특별위원회 부위원장
- 2020. 8.~2020. 9. 미래통합당 코로나19 대책특별위원회 위원
- 국민의힘 경상남도당 민생위원회 위원장
- 2020. 9.~2024.10. 국민의힘 경상남도당 창원시 성산구 당원협의회 위원장
- 2020. 9. 국민의힘 소상공인 살리기 특별위원회 부위원장
- 2020. 9. 국민의힘 코로나19 대책특별위원회 위원
- 2021. 6. 국민의힘 코로나 백신 문제 해결을 위한 태스크 포스 위원장
- 2021. 12.~2022. 1. 국민의힘 선거대책위원회 직능총괄본부 부본부장 겸 복지보건의료지원본부장
- 2021. 12.~2022. 3. 국민의힘 경남을 살리는 선거대책위원회 선거대책위원장단 공동선거대책위원장
- 2022. 1.~2022. 3. 국민의힘 제20대 대통령 선거 선거대책본부 직능본부 복지보건의료지원본부장
- 2022. 3.~2022. 5. 제20대 대통령직인수위원회 코로나19 비상대응 특별위원회 위원
- 2022. 9.~2023. 3. 국민의힘 정책조정위원회 제5정조위원장(복지·환노·여가 분야)
- 2023. 4.~2024. 4. 국민의힘 정책위원회 정책조정위원회 제5정조위원장(복지·환노·여가 분야)
- 2023. 10. 국민의힘 지역 필수 의료 혁신 태스크포스 위원
- 2024. 3.~2024. 4. 국민의힘 대한민국 제22대 국회의원 선거「국민 희망의 길」 경남선거대책위원회 우주항공첨단엔진소재특별위원회 공동위원장
- 2024. 10.~ 제9대 한국남동발전 사장

## 의정 활동

### 제19대 국회
- 2012년 5월 30일~2016년 5월 29일: 제19대 국회의원(경남 창원시 성산구, 새누리당, 초선)
  - 2012년 5월~2013년 3월: 제19대 국회 전반기 행정안전위원회 위원
  - 2013년 3월~2014년 5월: 제19대 국회 전반기 안전행정위원회 위원
  - 2014년 6월~2015년 8월: 제19대 국회 후반기 안전행정위원회 위원
  - 2014년 6월~2015년 2월: 제19대 국회 후반기 운영위원회 위원
  - 2015년 8월~2016년 5월: 제19대 국회 후반기 안전행정위원회 간사

### 제21대 국회
- 2020년 5월 30일~2024년 5월 29일:제21대 국회의원(경남 창원시 성산구, 미래통합당→국민의힘, 재선)
  - 2020년 7월~2022년 5월: 제21대 국회 전반기 보건복지위원회 간사
  - 2020년 7월~2024년 5월: 서민금융활성화 및 소상공인포럼 구성의원
  - 2020년 7월~2024년 5월: 국가에너지정책 포럼 구성의원
  - 2020년 10월~2021년 6월: 제21대 국회 전반기 보건복지위원회 제1법안심사소위원회 위원장
  - 2020년 10월~2021년 6월: 제21대 국회 전반기 보건복지위원회 제2법안심사소위원회 위원
    - 2020년 10월~2022년 5월: 제21대 국회 전반기 보건복지위원회 예산결산심사소위원회 위원
    - 2021년 6월~2022년 5월: 제21대 국회 전반기 보건복지위원회 제1법안심사소위원회 위원
    - 2021년 6월~2022년 5월: 제21대 국회 전반기 보건복지위원회 제2법안심사소위원회 위원장

  - 2022년 7월~2024년 5월: 제21대 국회 후반기 보건복지위원회 간사
    - 제21대 국회 후반기 보건복지위원회 제1법안심사소위원회 위원장
    - 제21대 국회 후반기 보건복지위원회 제2법안심사소위원회 위원
    - 제21대 국회 후반기 보건복지위원회 예산결산심사소위원회 위원

  - 2022년 8월~2023년 6월: 국회 연금개혁특별위원회 간사

## 전과
- 도로교통법위반(음주운전): 벌금 200만원 - 1999년 10월 18일 선고[2]

## 가족
- 배우자: 사귀선
- 자녀: 1남 1녀

## 역대 선거 결과
|  | 59.39% |

|  | 57.17% |

|  | 44.66% |

|  | 49.04% |

|  | 40.21% |

|  | 45.21% |

|  | 47.30% |

|  | 45.70% |

## 소속 정당
| 소속 정당 | 소속 정당  | 소속 기간 | 비고      |
| --------- | ---------- | --------- | --------- |
|           | 한나라당   | 2002~2012 | 정계 입문 |
|           | 새누리당   | 2012~2017 | 당명 변경 |
|           | 자유한국당 | 2017~2020 | 당명 변경 |
|           | 미래통합당 | 2020      | 합당      |
|           | 국민의힘   | 2020~2024 | 당명 변경 |
|           | 무소속     | 2024~현재 | 탈당      |

## 같이 보기
- 창원시 성산구 (선거구)
- 창원시 성산구의 국회의원